# Juba seguyi
Juba seguyi är en insektsart som beskrevs av Synave 1955. Juba seguyi ingår i släktet Juba och familjen Flatidae. Inga underarter finns listade i Catalogue of Life.